# Jordi Font Mariné
Jordi Font Mariné, homme politique andorran, né le 18 octobre 1955. Il est membre du Parti social-démocrate (Andorre). Il est actuellement membre du conseil général.